# Distrito electoral de North Valley (condado de Red Willow, Nebraska)
North Valley (en inglés: North Valley Precinct) es un distrito electoral ubicado en el condado de Red Willow en el estado estadounidense de Nebraska. En el Censo de 2010 tenía una población de 81 habitantes y una densidad poblacional de 0,87 personas por km².

## Geografía
North Valley se encuentra ubicado en las coordenadas 40°17′53″N 100°14′49″O / 40.29806, -100.24694. Según la Oficina del Censo de los Estados Unidos, North Valley tiene una superficie total de 92.96 km², de la cual 92.77 km² corresponden a tierra firme y (0.21%) 0.19 km² es agua.

## Demografía
Según el censo de 2010, había 81 personas residiendo en North Valley. La densidad de población era de 0,87 hab./km². De los 81 habitantes, North Valley estaba compuesto por el 98.77% blancos, el 0% eran afroamericanos, el 0% eran amerindios, el 0% eran asiáticos, el 0% eran isleños del Pacífico, el 0% eran de otras razas y el 1.23% pertenecían a dos o más razas. Del total de la población el 0% eran hispanos o latinos de cualquier raza.